# Thrixspermum
Thrixspermum es un género de orquídeas epifitas que se encuentran desde la India hasta el sudeste de Asia y Nueva Guinea. Comprende 254 especies descritas y de estas, solo 151 aceptadas.

## Hábitat
El género también está presente en varias islas del Pacífico y dos especies se han encontrado en Australia . La especie tipo es Thrixspermum centipedia. Estas orquídeas viven en las tierras bajas tropicales y selvas tropicales hasta una altitud de 1.200 m. 

## Descripción
Son orquídeas pequeñas o medianas epífitas monopodiales. Tienen una inflorescencia típica aplanada en forma de racimo que tiene las flores, en dos rangos distintos o cualquier dirección. Las flores son fragantes y duran de 2 a 3 días.

## Taxonomía
El género fue descrito por João de Loureiro y publicado en Flora Cochinchinensis 2: 516, 519. 1790.

## Algunas especies aceptadas
A continuación se brinda un listado de las especies del género Thrixspermum aceptadas hasta marzo de 2013, ordenadas alfabéticamente. Para cada una se indica el nombre binomial seguido del autor, abreviado según las convenciones y usos.
- Thrixspermum aberrans Schltr.
- Thrixspermum acuminatissimum (Blume) Rchb.f.
- Thrixspermum acutilobum J.J.Sm.
- Thrixspermum affine Schltr.
- Thrixspermum agamense J.J.Sm.
- Thrixspermum agusanense Ames
- Thrixspermum amesianum L.O.Williams